# Scambophyllum albomarginatum
Scambophyllum albomarginatum är en insektsart som beskrevs av Morgan Hebard 1922. Scambophyllum albomarginatum ingår i släktet Scambophyllum och familjen vårtbitare. Inga underarter finns listade i Catalogue of Life.